# Панагіотіс Аравантінос

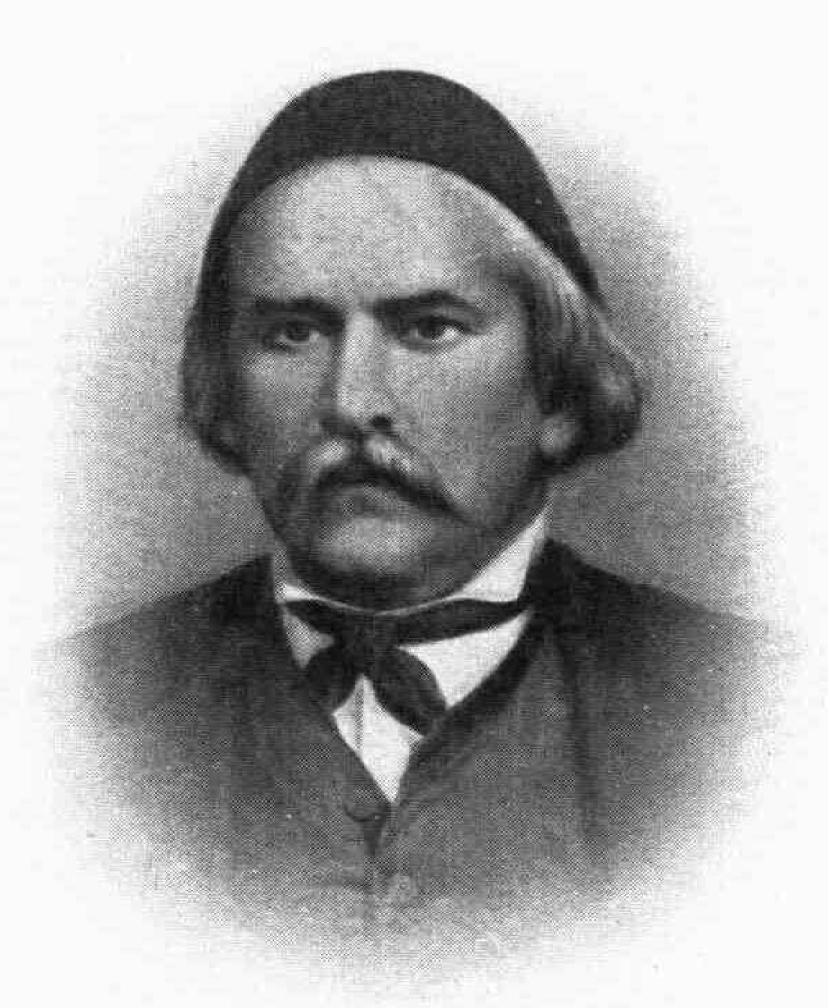
Панагіотіс Аравантінос

Панагіотіс Аравантінос (грец. Παναγιώτης Αραβαντινός, англ. Panagiotis Aravantinos; відомий також як Теспротієць; нар. 1809 або 1811, Парга – пом. 1870, Яніна) — грецький вчений, письменник та історик ХІХ ст.

## Біографія
Народився 1811 року в грецькому місті Парга в Теспротії. Батько Панагіотіса Аравантіноса був моряком. 1819 року околиці Парги і саме місто опинилися під володінням Алі–паша Янінського і родина Панагіотіса, разом з іншими греками, змушена була залишити рідне місто. Спочатку вони оселились на острові Паксос, а звідти переправились на острів Корфу, де Панагіотіс Аравантінос закінчив школу (грец. Ελληνικό Φροντιστήριο) і академію (грец. Ακαδημία του Γκίλφορντ). Після закінчення Академії працював вчителем на острові Паксос й у місті Парга, а з 1836 року — директор грецької школи в Яніні.  
Панагіотіс Аравантінос все життя захоплювався вивченням історії, збирав фольклор свого рідного краю.  Аравантінос зробив вагомий внесок у дослідження історії Епіру, досліджував пісні, приказки, легенди Греції. 
Мав двох синів:
- Спиридон Аравантінос (грец. Σπυρίδων Αραβαντινός) — відомий політик, Міністр юстиції в Греції
- Іоанніс Аравантінос (грец. Ιωάννης Αραβαντινός) — відомий юрист, педагог, професор конституційного права[3].

## Творчість
В анломовній літературі Панагіотіс Аравантінос зустрічається під ім'ям Panagiōtēs або Panayiotis і прізвищем Aravandinos.
Значна колекція народного фольклору (грец. Συλλογή δημωδών ασμάτων της Ηπείρου) була надрукована в Афінах 1880 року посмертно. Збірка пісень і народний фольклор північної Греції була перекладена англійською мовою Люсі Гарнет за ініціативи Джона Стюарда Стюарда–Гленне.

### Твори
- «Χρονογραφία της Ηπείρου των τε όμορων Ελληνικών και Ιλλυρικών χωρών» — описує події турецько-грецького конфлікту ХІХ ст., видання у двох томах 1854 року і 1856 року
- «Παροιμιαστήριον ή συλλογή παροιμιών εν χρήσει ουσών παρά τοις Ηπειρώταις», 1863
- «Ο εν Ιωαννίνοις καταγέλαστος επικριτής του παροιμιαστηρίου», 1864
- «Ηπειρώτικα τραγούδια, Συλλογή δημωδών ασμάτων» — містить авторську поему «Η αδελφική αγάπη»
- «Περιγραφή της Ηπείρου»
- «Ιστορία της Ελληνικής παιδείας παρ' Έλλησιν»
- «Περί της αρχαίας χωρογραφίας της Ηπείρου», 1858
- «Περί του χρονικού της Ηπείρου» — надруковано під псевдонімом «Παναγιώτης Θεσπρωτός», 1865
- «Περί του Οσίου Νείλου του Εριχιώτου», 1865
- «Βιογραφική συλλογή λογίων της Τουρκοκρατίας» — біографії 463 вчених і мудреців, 1866

### Опубліковано посмертно
- «Συλλογή δημωδών ασμάτων της Ηπείρου», 1880
- «Ιστορία του Αλή Πασά του Τεπελενλή», 1895
- «Μονογραφία περί Κουτσοβλάχων», 1905
- «Ηπειρωτικόν γλωσσάριον», 1909
- «Εκ των ανεκδότων έργων του Παναγιώτου Στ. Αραβαντινού»